# جرد پادالکی
جرد ترستین پادالکی (به انگلیسی: Jared Tristan Padalecki) (زاده ۱۹ ژوئیه ۱۹۸۲) یک بازیگر آمریکایی است. مشهورترین نقش او بازی در سریال سوپرنچرال در نقش سم وینچستر است.

## زندگی‌نامه
پادالکی در سن‌آنتونیو، تگزاس متولد گردید. او از طرف پدری لهستانی است. او یک برادر بزرگ‌تر به نام جف و یک خواهر کوچک‌تر به نام مگان دارد، او همچنین از سن ۱۲ سالگی شروع به رفتن کلاس‌های بازیگری کرد، او در دبیرستان جیمز مدیسون واقع در سن‌آنتونیو به تحصیل پرداخت. پس از پایان دبیرستان او برای یک دورهٔ بازیگری به لس‌آنجلس نقل مکان کرد، او در ابتدا قرار بود دانش‌آموختهٔ دانشگاه تگزاس شود.

## زندگی شخصی
جرد در ۲۷ فوریه سال ۲۰۱۰ با جنویو کورتس بازیگر نقش روبی در سریال سوپرنچرال ازدواج کرد. این زوج اکنون در آستین تگزاس اقامت دارند. جرد در ۱۰ اکتبر ۲۰۱۱ اعلام کرد که منتظر اولین فرزندشان است. این زوج در ۱۹ مارس ۲۰۱۲ صاحب فرزند پسری به نام توماس کولتون شدند. پسر دوم آن‌ها، شپرد، در ۲۲ دسامبر ۲۰۱۳ زاده شد. او در سال ۱۶ نوامبر ۲۰۱۹ اعلام کرد که فصل ۱۵ سریال سوپرنچرال قرار است فصل آخر باشد.